# 8303-as mellékút (Magyarország)
A 8303-as számú mellékút egy bő 17 kilométer hosszú, négy számjegyű mellékút Veszprém vármegye északi részén, a Pápai járásban; Pápa városát kapcsolja össze a délkeleti szomszédságában fekvő településekkel.

## Nyomvonala
Pápa belterületének déli részén ágazik ki a 832-es főútból, annak az 1+700-as kilométerszelvénye közelében található körforgalomból, délkelet felé. Veszprémi út a települési neve, ez is megerősíti azt a régi térképekről megállapítható tényt, miszerint korábban ez a szakasza a 83-as főút városon áthaladó nyomvonalának része volt. Viszont amióta a 83-as elkerüli a várost, a 8303-as nem találkozik vele közvetlenül. Mintegy 800 méter után újabb körforgalmat ér el, ahol keleti irányba fordul, elválva a 83-as főút régi nyomvonalától. Innen a helyi neve előbb Teveli út, majd Pápa Kishegy nevű külterületi településrészén végighúzódva Szőlő út. Nagyjából 3,2 kilométer után hagyja el Pápa utolsó házait, 4,2 kilométer után pedig a város határát is átlépi.
Adásztevel területén folytatódik, a község lakott területeit 4,9 kilométer után éri el, ahol előbb Alkotmány utca, majd egy irányváltást követően Jókai utca a települési neve. A központban az Árpád utca nevet viseli, utolsó belterületi szakasza pedig, egy újabb, közel derékszögű iránytörést követően Arany János utca néven húzódik. A belterület keleti szélét nagyjából a hetedik, a község határát pedig szinte pontosan a nyolcadik kilométerénél éri el.
Nagytevel a következő, útjába eső település, melynek legnyugatibb házait körülbelül 8,4 kilométer után éri el. Kossuth utca néven húzódik a központ délkeleti részéig, ahol északkeleti irányba fordul, és hátralévő belterületi szakasza a Táncsics utca nevet viseli. Kevéssel a 10. kilométere előtt szeli át Homokbödöge határát, e község lakott területét 10,7 kilométer után éri el; a belterületen – több irányváltása ellenére – végig Kossuth utca a neve.
12,4 kilométer után Ugodra érkezik, melynek lakott részeit elérve nagyjából északi irányba fordul. A községben öt szakasza is külön-külön nevet visel: előbb Dózsa György utca, majd Rózsa Ferenc utca, a központ déli részén Petőfi utca, utána egy hosszabb szakaszon Kossuth Lajos utca a települési elnevezése, legészakibb szakasza pedig a Vasút utca nevet viseli. Így keresztezi a már megszűnt Környe–Pápa-vasútvonal nyomvonalát, 15,5 kilométer után, előtte még kiágazik belőle kelet felé a 83 307-es számú mellékút, amely a vasút Ugod vasútállomására vezetett.
15,6 kilométer után eléri Béb déli határszélét, egy jó fél kilométeren át a határvonalat kíséri északkeleti irányban húzódva – déli oldalán itt még ugodi házak, telkek sorakoznak –, nagyjából a 16+150-es kilométerszelvényétől pedig teljesen bébi területek közt folytatódik. A kis község keleti, Újtelep nevű településrészén ér véget, beletorkollva a 8301-es útba (amely Zircet köti össze a 832-essel), annak a 33+600-as kilométerszelvénye táján. Egyenes folytatása a 83 123-as számú mellékút, amely Csóttal és a 832-es főúttal köti össze a települést.
Teljes hossza, az országos közutak térképes nyilvántartását szolgáló kira.gov.hu adatbázisa szerint 17,070 kilométer.

## Települések az út mentén
- Pápa
- Adásztevel
- Nagytevel
- Homokbödöge
- Ugod
- Béb